# Teddy Sears
Edward M. Sears (Washington, D.C., 6 de abril de 1977), mais conhecido como Teddy Sears, é um ator americano. Ele é mais conhecido por interpretar Richard Patrick Woolsley em Raising the Bar, Dr. Austin Langham em Masters of Sex e Jay Garrick / Flash / Hunter Zolomon / Zoom em The Flash.

## Filmografia

### Cinema
| Ano  | Título                     | Papel               | Notas          |
| ---- | -------------------------- | ------------------- | -------------- |
| 2001 | To End All Wars            | Paraquedista        |                |
| 2005 | In Between                 | Ken                 |                |
| 2005 | The Legacy of Walter Frumm | Stephen             |                |
| 2006 | Cosa Bella                 | Marido              | Curta-metragem |
| 2007 | Firehouse Dog              | Terrance Kahn       |                |
| 2008 | Os Desafinados             | Nova iorquino legal |                |
| 2009 | A Single Man               | Sr. Strunk          |                |
| 2015 | Curve                      | Christian Laughton  |                |
| 2016 | Nine Lives                 | Josh Myers          |                |
| 2017 | The Sounding               | Michael             |                |
| 2022 | A Waltons Thanksgiving     | John Walton         |                |
| 2023 | Justice League: Warworld   | Warlord             |                |

### Televisão
| Ano       | Título                                 | Papel                                       | Notas                                       |
| --------- | -------------------------------------- | ------------------------------------------- | ------------------------------------------- |
| 2001      | One Life to Live                       | Chad Bennett                                | Episódio: "1.7207"                          |
| 2001      | Sex and the City                       | Cara do desfile de moda                     | Episódio: "The Real Me"                     |
| 2003-2010 | Law & Order: Special Victims Unit      | Josh Sanford / Garrett Blaine               | 2 episódios                                 |
| 2004      | Whoopi                                 | Garçom                                      | Episódio: "No Sex in the City"              |
| 2004      | Law & Order: Criminal Intent           | Teddy                                       | Episódio: "Ill-Bred"                        |
| 2006      | Justice                                | Greg Hall                                   | Episódio: "Behind the Orange Curtain"       |
| 2006      | Studio 60 on the Sunset Strip          | Darren Wells                                | 2 episódios                                 |
| 2006–2007 | Ugly Betty                             | Hunter                                      | 2 episódios                                 |
| 2006      | CSI: Miami                             | Peter Kinkella                              | 2 episódios                                 |
| 2007      | Raines                                 | Mitchell Parks                              | Episódio: "5th Step"                        |
| 2007      | Big Love                               | Greg Samuelson                              | Episódio: "Circle the Wagons"               |
| 2007      | Mad Men                                | Kicks Matherton                             | Episódio: "Red in the Face"                 |
| 2007      | I'm Paige Wilson                       | Lyle Trillon                                | Telefilme                                   |
| 2007      | Fugly                                  | Blake                                       | Telefilme                                   |
| 2008      | Carpoolers                             | Homem bonito                                | Episódio: "The Handsomest Man"              |
| 2008      | Las Vegas                              | Brian O'Toole                               | Episódio: "Win, Place, Bingo"               |
| 2008      | Rules of Engagement                    | Drake                                       | Episódio: "Optimal Male"                    |
| 2008–2009 | Raising the Bar                        | Richard Patrick Woolsley                    | 25 episódios                                |
| 2008      | Samantha Who?                          | Brad                                        | Episódio: "The Family Vacation"             |
| 2009      | Dollhouse                              | Mike                                        | Episódio: "Needs"                           |
| 2010      | Backyard Wedding                       | Evan Slauson                                | Telefilme                                   |
| 2010      | The Client List                        | Rex Horton                                  | Telefilme                                   |
| 2010–2011 | The Defenders                          | Thomas Cole                                 | 10 episódios                                |
| 2011      | In Plain Sight                         | Tom Kulpak                                  | Episódio: "I'm a Liver Not a Fighter"       |
| 2011      | Necessary Roughness                    | Bobby Caldwell                              | Episódio: "Poker Face"                      |
| 2011      | Torchwood                              | Homem de olhos azuis                        | 4 episódios                                 |
| 2011      | American Horror Story: Murder House    | Patrick                                     | 4 episódios                                 |
| 2011–2012 | Blue Bloods                            | Sam Croft                                   | 2 episódios                                 |
| 2011      | Rizzoli & Isles                        | Rory Graham                                 | Episódio: "Seventeen Ain't So Sweet"        |
| 2012      | Drew Peterson: Untouchable             | Mike Adler                                  | Telefilme                                   |
| 2012      | Harry's Law                            | Alan Bagley                                 | Episódio: "Les Horribles"                   |
| 2012–2013 | 666 Park Avenue                        | Detetive Hayden Cooper                      | 5 episódios                                 |
| 2013–2016 | Masters of Sex                         | Dr. Austin Langham                          | 29 episódios                                |
| 2015–2023 | The Flash                              | Jay Garrick / Flash / Hunter Zolomon / Zoom | 22 episódios                                |
| 2015      | Faux Show                              | Jonathan Blanchard                          | Telefilme                                   |
| 2015      | Members Only                           | Geddy                                       | Telefilme                                   |
| 2016-2017 | 24: Legacy                             | Keith Mullins                               | 12 episódios                                |
| 2017      | Christmas in Evergreen                 | Ryan Bellamy                                | Telefilme                                   |
| 2018      | Timeless                               | Lucas Calhoun                               | Episódio: "Hollywoodland"                   |
| 2018      | How to Get Away with Murder            | Abe Charmagne                               | Episódio: "It Was the Worst Day of My Life" |
| 2018-2022 | Chicago Fire                           | Kyle Sheffield                              | 11 episódios                                |
| 2019-2020 | The Politician                         | William                                     | 4 episódios                                 |
| 2019      | Christmas in Evergreen: Tidings of Joy | Ryan Bellamy                                | Telefilme                                   |
| 2021      | Impeachment: American Crime Story      | Jim Fisher                                  | 4 episódios                                 |
| 2021      | S.W.A.T.                               | Tripp                                       | Episódio: "Crisis Actor"                    |
| 2022      | NCIS: Hawaiʻi                          | Greg Winslow                                | Episódio: "T'N'T"                           |
| 2022      | American Horror Stories                | Jeffrey                                     | Episódio: "Lake"                            |
| 2022      | The Rookie: Feds                       | George Rice                                 | Episódio: "Flashback"                       |
| 2024-2025 | Brilliant Minds                        | Dr. Josh Nichols                            | 11 episódios                                |
| 2025      | The Night Agent                        | Warren Stocker                              | 2 episódios                                 |